# Costa exterior al sur del canal Beagle
La costa exterior al sur del canal Beagle, ubicada en el extremo meridional de América del Sur y sobre el océano Pacífico, comprende la costa de las islas que van desde el canal Cockburn hasta la bahía Nassau y las costas e islas que están al sur de la isla Navarino hasta el cabo de Hornos, todas ellas pertenecientes a la República de Chile.
Administrativamente pertenece a la Región de Magallanes y Antártica Chilena, Provincia de la  Antártica Chilena, comuna Cabo de Hornos. De estas costas, unas quedan dentro del parque nacional Alberto de Agostini y otras dentro de la Reserva de la biosfera Cabo de Hornos.
Desde hace aproximadamente 6000 años hasta mitad del siglo XX sus costas fueron habitadas por los pueblos kawésqar y yámana. A comienzos del siglo XXI estos pueblos habían sido prácticamente extinguidos por la acción del hombre blanco.

## Historia
Desde hace unos 6000 años sus aguas eran recorridas por los pueblo kawésqar y yámanas, nómadas canoeros, recolectores marinos. Esto duró hasta mediados del siglo XX en que prácticamente ya habían sido extinguidos por la acción del hombre blanco.
El 17 de diciembre de 1774 el comandante James Cook con el HMS Resolution, en su segundo viaje, recaló en la entrada de la bahía, la que posteriormente fue llamada así en su memoria y reconocimiento.
A fines del siglo XVIII, a partir del año 1788 comenzaron a llegar a la zona los balleneros, los loberos y cazadores de focas ingleses y estadounidenses y finalmente los chilotes.
Durante los meses de febrero y marzo de 1830 el comandante Robert Fitzroy con el HMS Beagle estuvo fondeado en caleta Doris y en puerto March rebuscando una embarcación que le fue robada por los indígenas, tiempo que aprovechó para trabajar en el levantamiento de la zona.
Durante el año 1903 la cañonera Magallanes de la Armada de Chile bajo el mando del comandante Baldomero Pacheco efectuó trabajos de levantamiento hidrográfico en el sector del grupo de los Timbales.
Desde julio de 2011 la Armada de Chile abrió la ruta comercial a la Antártica desde y hacia el continente a través del canal Thomson, para ello habilitó una estación de transferencia de prácticos en la Alcaldía de Mar Timbales e instaló un faro en uno de los islotes del grupo Sandwich en el extremo SE de la isla Londonderry.

## Geología y orografía
Las islas del archipiélago de Tierra del Fuego, desde el punto de vista geológico, son la continuación del extremo sur de América. Sus montañas pertenecen al sistema andino y sus llanuras son muy semejantes con las estepas de la Patagonia. Por la constitución del suelo pertenecen a la era cenozoica. Existen grandes masas de rocas estratificadas con, a veces, areniscas laminadas, todas cubiertas con una capa de dos a seis metros de cascajos. También hay extensos mantos de magnetita y algunos de rubíes. Los bloques erráticos transportados por los glaciares son muy abundantes y están compuestos de granito, sienita y gneis con venas de cuarzo, generalmente localizados en las llanuras, pero también se les encuentra a 100 o más metros sobre el nivel del mar.
La formación volcánica predomina, sobre todo en las islas Clarence y Londondery. En la isla Grande y en Picton abunda la piedra pómez. En varias localidades se ven colinas de basalto y en todas partes hay rocas ígneas y algo de granito y cuarzo. En la zona SE se han encontrado indicios de plomo y también la existencia de hulla.

## Clima y vientos

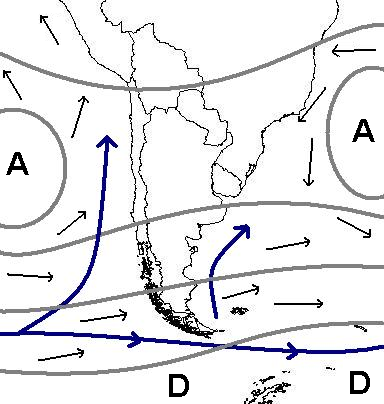
Clima de Chile - Circulación atmosférica

El clima de la región de Magallanes está influenciada por tres factores: 1.- La circulación atmosférica, 2.- La influencia oceánica y 3.- El relieve. Estos tres factores originan tres tipos de clima: a) Templado frío lluvioso, b) Estepa fría y c) Hielo de altura. La circulación atmosférica se caracteriza por la persistencia de los vientos del oeste. La influencia del océano Pacífico es responsable que estos vientos sean muy húmedos y originen copiosas precipitaciones sobre el litoral pacífico. El relieve destaca el papel de la barrera orográfica ejercida por la cordillera Patagónica-Fueguina, en su flanco occidental producen precipitaciones de hasta 4000 mm. anuales y en su flanco oriental las precipitaciones son escasas, menos de 500 mm anuales. La coincidencia de tierras altas y temperaturas relativamente bajas permite la existencia del clima glaciar de montaña.
Estos tres climas son los que se manifiestan la región del archipiélago Tierra del Fuego. En las islas del NO tenemos el clima templado frío lluvioso; en la isla Grande el clima de estepa fría y en las islas del Sur y Sureste el clima templado frío lluvioso y en la parte cordillerana de los ventisqueros el clima de hielo de altura.
El clima templado frío lluvioso característico de la región insular o cordillerana es un clima marítimo subantártico con muy débil amplitud térmica anual (4 °C) y copiosísimas precipitaciones (más de 3000 mm), repartidas regularmente con un predominio otoñal y mínimo en invierno.
El clima de hielo de altura que domina en el sector de los ventisqueros, es un clima glaciar de montaña con temperaturas inferiores a 0 °C todo el año. Temperaturas de verano relativamente bajas y nubosidad persistente.
El clima de estepa fría característico de la región pampeana, presenta una amplitud térmica moderada (unos 9 °C), veranos cortos y frescos (menos de 4 meses con más de 10 °C). Escasas precipitaciones (casi 500 a menos de 300 mm anuales).

## Flora y fauna
El sector tiene principalmente un clima templado frío lluvioso por lo que cuenta con una tupida vegetación formada principalmente por coigüe de Magallanes, canelos, lengas, ñire y algunas especies comestibles como la frutilla magallánica; en algunos suelos se encuentran musgos, líquenes, coirón y hongos.
La avifauna está formada por albatros, cormoranes, petreles y cóndores. En las zonas boscosas se encuentran el caiquén y el martín pescador. Entre los mamíferos se encuentran, en las playas elefantes marinos, lobo común y el lobo fino austral y hacia los bosques, nutrias y coipos.

## Islas, islotes, rocas y grupos

### Islas Camden
Mapa de las islas
Están situadas hacia el sur de la península Brecknock, extremo occidental de la isla Grande de Tierra del Fuego y forman la ribera sur del canal Brecknock y del canal Unión que las separa de las islas Andrés y Clementina del grupo de las islas Georgiana.
Integran este grupo las islas Astrea, London y Sidney, nombradas de oeste a este y con una orientación general 310°-130°. Ocupan una extensión de 16 nmi de largo por un ancho de aproximadamente 5 nmi.

### Isla Astrea
Mapa de la isla
Sus coordenadas según la carta son: L:54°36′0″ S. G:72°6′0″ O. Mide 2½ nmi de largo por 1 nmi de ancho y está separada de la isla London por un canalizo angosto y sucio. Está rodeada por numerosas rocas en las que la mar rompe constantemente.
Hacia el NW y a 1½ nmi se encuentra la roca León. Hacia el W de su extremo norte, a 3¼ nmi, se encuentran las rocas Tussac y directamente al norte de estas las rocas Charcot, a 3½ nmi del extremo norte de Astrea.

### Roca de León
Ver también: Rocas entrada occidental
Forma parte del grupo Camden. Es la más occidental del grupo y está situada al NW de la isla Astrea a 1½ nmi de distancia. Cerca de ella hay varias rompientes.

### Rocas Tussac
Ver también: Rocas entrada occidental
Son dos rocas situadas en L:54°35′0″ S. G:72°12′0″ O. a 3¼ nmi a la cuadra del extremo norte de la isla Astrea. Son excelentes puntos de reconocimiento de la entrada al canal Brecknock. En su derredor no hay peligros para el navegante.

### Rocas Charcot
Ver también: Rocas entrada occidental
Ubicadas al 248° y a 3½ nmi de la punta Miguel de la isla Aguirre. El track de navegación para tomar el canal Brecknock pasa entre estas rocas y la isla Aguirre.

### Rocas Furias del Este
Ver también: Rocas entrada occidental
Grupo de rocas y rompientes ubicadas en el lado del océano en la entrada oeste del canal Cockburn. Están al 293° y a 3 nmi del cabo Schomberg de la isla London.

### Roca Middle
Ver también: Rocas entrada occidental
Es una roca aflorada que se encuentra situada al 293° y a 6 nmi del cabo Schomberg de la isla London, entre las rocas Furias del Este y del Weste.
1½ nmi al oeste hay una mancha rocosa en la que la mar rompe violentamente.

### Rocas Furias del Weste
Ver también: Rocas entrada occidental
Grupo de rocas y rompientes ubicadas en el lado del océano en la entrada oeste del canal Cockburn. Están al 299° y a 9½ nmi del cabo Schomberg de la isla London.

### Isla London
Es la más grande de las islas Camden, de contorno y relieve muy irregular. Tiene un largo de 8½ nmi por un ancho de 3 nmi. En la parte NO se alza el pico San Pablo de 734 metros de elevación y en la parte SE el pico Horacio de 488 metros.
Termina por el NW en dos proyecciones de roca, altas y desnudas, una sin nombre y la otra cabo Schomberg que constituye su extremo occidental.
Por su costa NW corre el canal Brecknock que la separa de la isla Aguirre, por el lado SE el paso Pratt que la separa de la isla Sidney y su costa oeste es muy desmembrada y completamente abierta al océano Pacífico.

### Isla Sidney
Ver también: Isla Sidney
Situada 1 nmi al SE de la isla London. Es alta y montañosa. Tiene 5 nmi de largo por 2 nmi de ancho. Su extremo NW lo constituye la punta Cuarzo.

### Roca Hoskin
Se encuentra al 126° y a 4½ nmi de la punta English de la isla London.

### Isla Georgiana
Ver también: Isla Georgiana
Se encuentra 6 millas al este de la isla London, al sur de la península Brecknock y al norte de la isla Clementina de la que está separada por un canal muy angosto. Mide 3,3 millas en su mayor largo por 2 millas de ancho. Forma parte de la costa sur del canal Brecknock, costa que es limpia. Por su lado este corre el paso Prieto que la separa de la isla Basket.

### Isla Clementina
Ver también: Isla Clementina
Se encuentra inmediatamente al sur de la isla Georgiana de la que la separa un angosto canal. Tiene 2 millas de ancho por 1½ millas de largo. Por su costado oeste se encuentra la pequeña isla Andrés y por su lado este está el paso Prieto que la separa de la isla Basket. Su costa sur da forma al canal Unión que la separa de la isla Sidney.

### Isla Andrés
Ver también: Isla Andrés
Es una pequeña isla de 1 milla de largo por 0,8 millas de ancho. Está ubicada al oeste de la isla Clementina, separada de esta por un canal sin nombre. Su costado oeste forma parte del costado sur del canal Cockburn. Su costa sur está separada de la isla Sidney por el canal Unión.

### Isla Basket
Ver también: Isla Basket
Está ubicada al este de las islas Georgiana y Clementina, separada de estas por el paso Prieto. Forma parte del costado sur del canal Brecknock. Tiene 4 millas de largo por 3 millas de ancho. Su relieve es bastante elevado e irregular. Tiene un cerro de 560 metros de altura, cerro Tres Picos.
El extremo SE de la isla lo constituye el cabo Desolación característico por sus varios picachos además que marca el término de la bahía Desolación por el occidente . En la costa NW se forma caleta Basket y en su lado E se abre bahía Murray.
OJO - Hacer una NOTA contando lo del robo de la chalupa del Beagle - persecución de Fitz Roy - Toma de rehenes y traslado de 4 a Inglaterra.

### Isla Stewart
Mide aproximadamente 20 millas de largo en su eje E-W. Por su costado norte corre el canal Ballenero, por el este el paso Adventure la separa de la isla Londonderry, por el sur está el océano Pacífico y por el oeste la bahía Desolada.
Es alta y de relieve irregular. En su lado oriental tiene colinas de solo 60 a 80 metros que se van elevando hacia el occidente donde su altura varía entre 600 y 900 metros, tales como el cerro Yunque, el pico Stewart de 871 metros, el cerro Puntiagudo de 681 metros y el Pico Doble de 645 metros.

### Islas Gilbert
Están ubicadas al sur de la isla Stewart de la que las separa el paso Adventure. Son dos islas grandes rodeadas de islotes y rocas. La isla del lado este mide 3 nmi de largo y la del lado occidental 5 nmi.

### Islas Mendigos
Conformado por varias islas bajas ubicadas en el sector este de la bahía Fitz Roy, pegadas a la costa oeste de la isla Londonderry, a la mitad del saco. No hay pasos navegables entre ellas.

### Isla Hat
Ubicada en el sector centro sur de la bahía Fitz Roy. Su forma de sombrero y sus dimensiones hacen de ella un excelente punto de recalada. Tanto en la recalada como en la salida al océano puede ser dejada por cualquier banda.

### Isla Londonderry
Es un verdadero archipiélago ubicado en la ribera sur del canal O'Brien. Al SE de la isla mayor se agrupan muchas islas grandes y pequeñas. La costa sur de las islas de este grupo debe navegarse con extrema precaución.

### Isla Treble
Localizada 2 nmi al sur de la extremidad SW de la isla Londonderry. Es muy notable por tres picachos que coronan su cima. El canalizo que queda entre ella y la isla Londonderry es navegable teniendo cuidado con una roca aflorada que está señalizada por sargazos.

### Rocas Phillips
Situadas 6 nmi al sur de la isla Treble, ocupan una gran extensión de mar. Son bajas y aunque visibles son peligrosas para la navegación, se les debe dar un buen resguardo.

### Islas Alijulip
Ubicadas 4 nmi al SE de isla Treble son muy notables por su altura. La de más al norte tiene un monte de 396 metros de alto. Al este de ella hay varios islotes y rocas y a 2 nmi se alza la isla Jorge de 365 metros de alto.

### Isla Phillips
Cierra por el lado sur el seno Paredes. Tiene 3½ nmi de largo por 1¼ nmi de ancho con una orientación general NE-SW.

### Isla Sea
Localizada 2 nmi al Sw de la punta del canalizo de entrada a la bahía Sea. Es de altura notable.

### Grupo Sandwich
Ver también: Historia
Formado por varias islas, islotes y rocas está ubicado en el extremo suroriental de la isla Londonderry. Cierra la extensa bahía que se abre al sur del seno Triple en la costa de la isla Londonderry.
En una de las islas del grupo hay instalado un faro automático.

### Isla Hoste
Es una de las de mayor superficie del archipiélago de Tierra del Fuego. Debido a su especial configuración de cinco penínsulas, es una de las que tiene mayor extensión de costas. Las cinco penínsulas principales son: Dumás Pasteur, Hardy, Rous y Cloué.
Es muy montañosa con cumbres que alcanzan los 1.000 metros y que están casi siempre cubiertas de nieve y glaciares que descienden por las quebradas.
Por el norte corren el Brazo del Sudoeste y el canal Beagle, por el este el canal Murray, el seno Ponsonby y la bahía Nassau, por el sur el océano Pacífico y por el oeste la bahía Cook.

### Islas Christmas
Están ubicadas en el lado oriental de la entrada oceánica de la bahía Cook. Son un extenso grupo cuyas islas mayores son: Whittleburry, Hamond, Waterman y Shag. Todas ellas dan forma al seno Christmas por el oeste y suroeste.

### Isla Whittlebury
Localizada al SW de la península Cloué de la isla Hoste y en el lado oriental de la bahía Cook. Mide 6 nmi de largo por 1½ nmi de ancho. Es pelada y árida, en su extremo occidental se alza el monte Ross bastante alto y redondeado en su cima.
Entre ella y la isla Hamond se encuentra el seno Christmas.

### Isla Hamond
Ubicada inmediatamente al SW de la isla Whittleburry en el lado oriental de la bahía Cook. Mide 5½ nmi de largo por 1 nmi de mayor ancho. El extremo oeste de la isla lo constituye el cabo Carfort. Es pelada y árida.
El seno Christamas corre entre ella y la isla Whittleburry.

### Isla Waterman
Se encuentra inmediatamente al SE de la isla Hamond en el grupo de las islas Christmas. Tiene numerosas cumbres notables que son excelentes puntos de reconocimiento viniendo desde alta mar. La cumbre más austral es la que el capitán Cook bautizó como Catedral de York por su semejanza con dicho monumento inglés.
En el proyecto de la cuarta edición de Limits of oceans and seas presentado en el 2001 por la Organización Hidrográfica Internacional, la isla Waterman aparece como la esquina noroeste del Pasaje de Drake.

### Isla Shag
Ubicada al este de la isla Waterman en el grupo de las islas Christmas. Separada por el oriente de la isla Goose del grupo de las islas Wood. Es alargada y mide 3 nmi, su ancho no alcanza a ½ nmi.

### Rocas Cabrestante
Emplazadas 5½ nmi al oeste de la punta Catedral de York de la isla Waterman. Tienen una altura de 6 metros y despiden rompientes hasta 3 nmi de distancia. Las naves que navegan en su proximidad deben darle un buen resguardo.

### Islas Wood
Ubicadas en el sector oriental de la entrada SE del seno Christmas y a corta distancia de la costa SW de la península Rous de la isla Hoste. Forman la ribera sur del paso Talbot. Son un grupo integrado por las siguientes islas principales: Goose, Thomas, Caroline y Emily.

### Isla Goose
Es la más occidental del grupo de las islas Wood. Mide 3 nmi de largo por 1 nmi de mayor ancho. Separada de la isla Thomas por un corto canalizo de ½ nmi de ancho. Marca el comienzo de la ribera sur del paso Talbot.

### Isla Thomas
Localizada inmediatamente al sureste de la isla Goose del grupo de las islas Wood. De contorno complicado, tiene un largo de 5½ nmi por un ancho medio de 5 nmi. Separada por el este de la isla Caroline por un canal que esta sembrado de islas pequeñas. Forma parte de la ribera sur del paso Talbot.

### Isla Caroline
Ubicada al SE de la isla Thomas del grupo de las islas Wood. Tiene un largo de 6 nmi por un ancho de 2 nmi. Forma parte de la ribera sur del paso Talbot y en su extremo sureste se abre la bahía Trefusis.

### Isla Emily
Está al sur de la isla Caroline del grupo de las islas Wood. Tiene un largo de 2 nmi por un ancho de 1 nmi.

### Isla Hind
Ubicada a 1¼ nmi al oriente de la punta Negra de la península Rous de la isla Hoste. Mide 3 nmi de largo por 3 nmi de ancho. En ella se eleva el monte Leading de 579 metros de alto con forma de mitra, dos puntas; es reconocible desde 18 a 20 nmi. Existen informes que en la isla se han encontrado minerales de cobre.

### Islas Ildefonso
Localizadas 13½ nmi al sur de la punta Negra de la península Rous de la isla Hoste. Son un grupo de rocas e islitas que ocupan una extensión de 3½ nmi en dirección 310-130. Su altura media no supera los 35 metros. No hay peligros para la navegación en sus inmediaciones. Son muy visitadas por los cazadores de focas.

### Islas Morton
Se encuentran al SE de la isla Hind a 3 nmi de distancia. Conforman una cadena de islas de unas 7 nmi de largo que se desprende del extremo SE de la península Rous de la isla Hoste, en dirección SSW. Las principales islas del grupo son: Golddust, Robertson, Simpson, las rocas Dos Hermanas y la isla Morton, la más grande y que da nombre al grupo tiene 3 nmi de largo. Hay una serie de islas más a las que no se les ha dado nombre.
El extremo sur de la isla Morton es la punta Ragged. Hay datos de que en las islas existen minerales de cobre. El canal que las sepa de la isla Henderson no es apto para la navegación por estar plagado de rocas y sargazos.

### Isla Henderson
Situada a 3 nmi al este de las islas Morton y en el lado occidental del seno Año Nuevo. De 5 nmi de largo por 2 de ancho, tiene el monte Beaufoy de 530 metros de alto; su aguda punta es visible desde gran distancia. Su extremo sur lo constituye el cabo Brisbane. El canal que la separa de las islas Morton tiene rocas y sargazos que lo hacen peligroso para la navegación.

### Isla Sanderson
Ubicada 2 nmi al ESE de la isla Henderson. Tiene 1 nmi de extensión.

### Isla Dumont D'Urville
Situada prácticamente en el centro del seno Año Nuevo. Tiene 7½ nmi de largo por un ancho medio de 1 nmi. Su orientación general es NNW-SSE.

### Isla Regnault
Localizada en el sector NW del seno Año Nuevo. Orientada de E-W, tiene 6 nmi de largo por 2 nmi de ancho. Por su lado norte corre el estero Lajarte que la separa de la isla Hoste.

### Isla Hervé Mangón
Situada en la parte NE del seno Año Nuevo. Tiene una orientación NNE-SSW con un largo de 7 nmi y un ancho de 2 nmi. Por su lado occidental corre el canal Carfort y por el lado oriental el canal Hahn que la separan de la isla Hoste.

### Isla Pasaje
Ubicada 2¼ nmi al noreste de la isla Sanderson en la entrada este del seno Año Nuevo. Es de tamaño muy reducido. Despide hacia el NW y el S, a corta distancia, rocas afloradas y sumergidas.

### Isla Duperré
Localizada 1¼ nmi al norte de la isla Pasaje en la entrada oriental del seno Año Nuevo. Es de forma cuadrada  con lados de 1½ nmi de largo. Es alta y escarpada, terminando en un barranco blanquecino llamado cabo Wedel. Un canal de 3 nmi de ancho la separa de la isla Jaureguiberry.

### Isla Peyrón
Situada al noroeste de la isla Duperré y próxima a la costa SW de la península Hardy de la isla Hoste. Tiene 1 nmi de largo por ¼ nmi de ancho. Entre la península y la isla hay varios islotes y rocas.

### Isla Jaureguiberry
Ubicada entre la entrada oriente del seno Año Nuevo y la costa SW de la península Hardy de la isla Hoste. Separada de la isla Duperré por el oeste por un canal de 3 nmi de ancho. Tiene 5 nmi de largo en dirección NNW por 1½ nmi de ancho. Cubierta de abundante vegetación.

### Islote El Centinela
Localizado entre la entrada oriente del seno Año Nuevo y la costa SW de la península Hardy de la isla Hoste. A 1 nmi al sureste de la punta sur de la isla Jaureguiberry.

### Isla Loewy
Emplazada entre la entrada oriente del seno Año Nuevo y la costa SW de la península Hardy de la isla Hoste. A 2½ nmi al este de la isla Jaureguiberry. Es de pequeñas dimensiones, no más de 8 cables de largo.

### Isla Trélat
Situada entre la entrada oriente del seno Año Nuevo y la costa SW de la península Hardy de la isla Hoste. Es de pequeñas dimensiones y está casi unida a la parte sur de la isla Loewy, separada solo por un estrecho canalizo.

### Isla Pothuáu
Ubicada entre la entrada oriente del seno Año Nuevo y la costa SW de la península Hardy de la isla Hoste. A 6 cables al NE de la isla Jaureguiberry, separada por un canal en el que hay una isla. Tiene 3 nmi de largo por 3 nmi de ancho. Alcanza una mayor altura de 565 metros, es muy boscosa.
Por su costa norte corre parte de la ribera sur del canal Romanche. Al este de su extremo norte se encuentran los islotes Pouchet.

### Islotes Ponchet
Localizados ½ nmi al este del extremo NE de la isla Pothuáu. Por su costado este corre el canal Romanche.

### Isla Thiery
Situada al este de la isla Loewy a 3 nmi de distancia, entre ellas fluye el canal Romanche. Tiene 1½ nmi de largo por ½ nmi de ancho.

### Islas Diego Ramírez
Las coordenadas de su punto de referencia según la carta son: L:56°30′44″ S. G:68°42′48″ O.
Situadas 60 nmi al SW del Cabo de Hornos, son un grupo de islotes rocosos que sobresalen del fondo del océano Pacífico; en sus proximidades se registran profundidades de 80 a 100 metros.
No ofrecen reparo alguno contra los malos tiempos frecuentes en esa zona, por lo que para aprovisionar la estación meteorológica ubicada en la isla Gonzalo, las naves deben esperar en algún puerto de bahía Nassau que se presente un buen tiempo.
Las islas ocupan una extensión de 6 nmi en dirección N-S divididas en dos grupos por un paso limpio de 2 nmi de ancho en cuyo centro se sondan 75 metros. El grupo del norte está formado por 6 farellones y varias rocas que se extienden por 1,2 nmi en dirección general NNW-SSE. El grupo del sur lo forman dos islas principales y un gran número de islotes y rocas. Las islas principales de denominan Bartolomé y Gonzalo.
No ofrecen recursos de ninguna especie. Hay gran abundancia de aves marinas y de lobos marinos.

### Isla Bartolomé
Es la mayor de las islas que forman el archipiélago de las islas Diego Ramírez. Se extiende en dirección general NNW-SSE con un largo de 1½ nmi y un ancho medio de 4 cables. En su parte sur se alza su mayor altura, el cerro Tapamucho, de 190 metros.
Su costa occidental es inaccesible, pero en la costa oriental se encuentra el fondeadero Orestes donde una nave puede fondear a 300 metros de la costa en 36 metros de agua con fondo de arena. Al SE se forma el fondeadero Águila en el que se puede fondear a 4 cables de la costa en 30 metros de agua con fondo de arena.

### Isla Gonzalo
También llamada isla Bote está situada inmediatamente al sur de la isla Bartolomé del archipiélago de las islas Diego Ramírez, separadas por un canalizo sucio. Mide ½ nmi de largo en dirección WNW-ESE por 500 metros de ancho. Su mayor altura es el cerro Tapapoco de 140 metros.
Sobre la costa NE se encuentra la estación meteorológica de la Armada de Chile.

### Isla Milne Edwards
Ubicada frente a la costa NE de la península Pasteur de la isla Hoste de la cual la separa el canal Canacus un paso angosto no navegable. Tiene 5 nmi de largo por 3 nmi de ancho.

### Isla Vauverlandt
Localizada en sector NW de bahía Nassau a 7 nmi al ESE del cabo Webley. Es un buen punto de referencia para dirigirse a cualquiera de los senos, bahías y puertos de la zona. Su lado oeste despide un roca ahogada a ¼ nmi de distancia.

### Isla Packsaddle
Situada a corta distancia de la coste NE de la península Hardy de la isla Hoste. Tiene 2 nmi de largo en sentido E-W y tan solo ½ nmi de ancho. Tiene una altura de 156 metros y protege la bahía Packsaddle por el norte. Es visible desde que se ha pasado el extremo sur de la angostura Murray.
Es de formación basáltica  y está coronada por dos mogotes unidos por una cresta convexa, el conjunto tiene el aspecto de una silla de montar, lo que sirve para reconocerla y le da su nombre.

### Grupo Guffern
Son un grupo de islotes situadas inmediatamente al oriente de la costa NE de la península Hardy de la isla Hoste al sur de la Bahía Packsaddle a la que protegen de los vientos del este.
El islote más occidental está a 1¼ nmi de la costa y el islote más alto alcanza los 50 metros. Hacia el este del grupo a 1¼ nmi se encuentra la roca Cormorant.

### Isla Bertrand
Ubicada en la entrada al seno Grandi en la costa sur de la isla Navarino. Mide 3,4 nmi de largo en sentido NNE-SSW por 1,4 nmi de ancho. Deja dos pasos estrechos para entrar al seno Grandi, el oriental llamado Micalvi y el occidental Isaza.
Es alta y montañosa. Sus costas occidental y norte son bajas, las de los lados oriental y sur, escarpadas. Por el lado del paso Micalvi existen numerosos islotes que impiden la navegación. En sector norte de la isla está puerto Grandi.

### Isla Vauverlandt
Ubicada en el sector occidental de la bahía Nassau. 7 nmi al ESE del cabo Webley de la península Pasteur de la isla Hoste y 4½ nmi al sur de la isla Bertrand. Mide 2 cables de largo por igual medida de ancho.
Es un buen punto de referencia para dirigirse a cualquiera de las bahías o puertos que hay en esta región.

### Isla Scott
Situada 3½ nmi al ESE de la isla Bertrand y a 5,6 nmi al NNE de la isla Vauverlandt, inmediatamente al sur de la península Señoret de la costa sur de la isla Navarino. Mide 9 cables de largo por 7 de ancho. Su lado norte está unido a la costa de la isla Navarino por un extenso banco de rocas que aflora en bajamar.

### Isla Lennox
Situada al SE de la isla Navarino de la que la separa el paso Goree y al SW de la isla Nueva de la que la separa el paso Richmond. Tiene 7 nmi de largo por 7 nmi de ancho. De relieve bajo, alcanza en su parte central una altura máxima de 253 metros.
En su costa E y SE, que está resguardada de los vientos reinantes del 3° y 4° cuadrantes hay surgideros para naves pequeñas y en el paso Richmond para buques grandes. La costa SE desprende una zona de bajos fondos e islotes hacia el paso Richmond en cuyo extremo se encuentra la isla Luff. Los surgideros son caleta del Oro, caleta Curo, caleta Cutter y caleta Lennox.
La isla alcanzó notoriedad a fines del siglo XIX por sus lavaderos de oro, los que luego de unos años de explotación fueron agotados.

### Isla Luff
Emplazada 1 nmi al SE de la isla Lennox y al oeste de la salida sur del paso Richmond. Tiene 126 metros de altura. El paso que se forma entre las islas Lennox y Luff no es navegable.

### Isla Terhalten
Ubicada 9½ nmi al SE de la punta Guanaco de la isla Navarino y 6½ nmi al SSW de la isla Lennox. Es pequeña, pero alta. Como a 1 nmi al SE de ella se encuentra la pequeña isla Sesambre.

### Isla Sesambre
Situada 1 nmi al SE de la isla Terhalten. Es pequeña pero alta. Al lado SE despide dos islotes.

### Isla Evout
Se encuentra al 129° y a 11 nmi de la isla Sesambre, prácticamente en el centro de la entrada oriental de la bahía Nassau. Como a 1½ nmi al SSW de ella hay varios islotes y rocas.

### Isla Navarino
Es una de las isla mayores del archipiélago fueguino, y la segunda más grande al sur del canal Beagle, después de la isla Hoste. Mide 46 nmi de E-W y 22 nmi de N-S.
Es de carácter montañoso con cumbres normalmente nevadas que, como el pico Dientes de Navarino, alcanzan los 1.200 metros de altura. Sus costas son colinas bajas con pasots que permiten la crianza de animales.
Por su ribera norte corre el canal Beagle, por el lado este se encuentra la bahía Oglander y fluyen los pasos Paso PictonPicton y Goree, por el sur se ubica la bahía Nassau y por el oeste el canal Murray.

### Isla Picton
Ubicada 2 nmi al este de la isla Navarino forma parte de la costa sur del canal Beagle. Tiene 11¼ nmi en dirección general NW-SE por 3¾ nmi en su parte más ancha. Es relativamente baja. Por el centro corre una cadena de colinas. Su extremo NW lo constituye la punta Ganado, el extremo NE la punta Nordeste, el extremo SE el cabo María y el extremo W la punta Occidental.

### Isla Nueva
Localizada  7 nmi al este de la isla Lennox y sobre la costa sur de la entrada oriental del canal Beagle. Mide 8 nmi de largo en sentido E-W por 5½ nmi de ancho. Su extremo norte es la punta Waller, la este es la punta Oriental, la extremidad SE el cabo Graham y el extremo NW la punta Jorge.
Es ligeramente alta y boscosa en el interior. En la punta NE existe una altura característica llamada Orejas de Burro por la forma que tiene, dos pichachos, Su altura es de 310 metros y es visible desde una buena distancia. La mayor parte es plana con praderas naturales aptas para la crianza de ganado lanar. Las instalaciones para su explotación se encuentran ubicadas en la caleta Las Casas. En sus costas se forman ensenadas pequeñas, de escasa importancia por sus malas condiciones marineras.
Por el lado norte se encuentran la bahía Waller, la caleta Carlos, la caleta Pescado y la caleta Orejas de Burro. En la costa occidental se encuentra la caleta Las Casas.

### Islas Wollaston
Situadas a 8½ nmi al este de la península Hardy de la isla Hoste y en lado sureste de la bahía Nassau. Junto con las islas Hermite forman un archipiélago de forma triangular de alrededor a 30 nmi por lado. Está formado por cuatro islas principales: Wollaston la más grande y central, Grévy y Bayly hacia el noroeste y la isla Freycinet próxima al extremo sureste.
En la isla Wollaston se alza el monte Hyde de 674 metros de alto. Están separadas del grupo de las islas Hermite próximas al sur por el seno y el canal Franklin. Los canales o pasos que se forman entre las islas son en general profundos, las rocas que se encuentran en ellos son rocas afloradas y las que no lo son están señalizadas por sargazos.
Todas, excepto la isla Grévy, son de origen eruptivo, roqueñas, elevadas y pertenecientes a la misma formación geológiaca que la de la península Hardy. La isla Grévy es mayormente baja comparadas con el resto, no sobrepasa los 220 metros y los terrenos están formados por depósitos terciarios, similares a los de la isla Navarino y costa oriental de la Tierra del Fuego.

### Islas Hermite
Ubicadas 9¾ nmi al SE del Falso Cabo de Hornos de la isla Hoste. Junto con las islas Wollaston forman un archipiélago de forma triangular de alrededor a 30 nmi por lado. Está formado por las siguientes islas principales: Hermite la más grande y más occidental, Jerdán al NE de la anterior, Herschel y Deceit sucesivamente al oriente de la anterior, Barnevelt, la más oriental y la isla Hornos la de más al sur.
Todas las islas son de origen eruptivo, roqueñas , elevadas y pertenecientes a la misma formación geológica de la península Hardy de la isla Hoste. Sus costas son abruptas y acantiladas. Las montañas tienen picos de 400 a 600 metros de altura. Están cubiertas de vegetación, tupida y de verdor perenne que a veces llega hasta las cumbres.
Los canales o pasos que las separan son profundos y limpios; las pocas rocas que hay en ellos están siempre señalizadas por sargazos.

### Isla Grévy
Situada en el extremo NW del grupo de las islas Wollaston. Tiene una altura de 226 metros. Mide 8 nmi de largo en sentido N-S por 3 nmi de ancho. En su extremo NW está el cabo Hall, la punta norte se llama punta Dillón, el extremo SE, península Low y el extremo SW cabo Coquille.
Por su lado oriental está la bahía Gretton y por el lado sur la bahía Beaufort. Ambas bahías están unidas por un canalizo sembrado de rocas, no navegable y que la separa de la isla Bayly que se ubica al SE.

### Isla Bayly
Localizada al SE de la isla Grévy y separada de esta por el canal Victoria, sembrado de rocas y no navegable. Mide 6 nmi en sentido N-S por 3 nmi de mayor ancho. En la parte norte hay un cerro de 338 metros de alto. Su extremo norte lo forma el cabo Iron, el extremo sur el cabo Barrow y el extremo oeste el cabo Lajarte.
Entre su lado oeste y el lado sur de la isla Grévy se forma la bahía Beaufort la que alberga tres pequeños surgideros.

### Isla Wollaston
Localizada inmediatamente al este de la isla Bayly, separadas por el canal Washington. Es la más extensa del grupo de las islas Wollaston. Aunque es de forma muy irregular, se puede decir que mide 11 nmi en sentido N-S por 9 nmi de mayor ancho.
Las tierras de la isla son más elevadas que las otras islas del grupo y de las Hermites. En su parte norte hay un cerro de 584 metros de alto; su lado SW está recorrido por una cadena de cerros de alturas entre 420 y 670 metros, en esta cadena se alza el monte Hyde de 674 metros de alto.
El extremo norte lo forma el cabo Ross y su extremo suroeste lo constituye el cabo Doze. Por el lado sur corre el canal Franklin que la separa de las islas Hermite y Herschell. Por su lado oeste corre el canal Washington que la separa de los islotes Otter y de la isla Bayly. Por el oriente fluye el canal Bravo que la sepa de la isla Freycinet.

### Islas Doedalus
Son un grupo de islas pequeñas situadas 1¾ nmi al norte de la isla Grévy en el sector NW de la bahía Gretton. La más oriental del grupo se llama Doedalus.

### Roca Doedalus
Ubicada 4 cables al 044° de la isla Doedalus en el extremo NW de la bahía Gretton. Es pequeña y señalizada por sargazos, tiene sólo 0,9 metros de agua encima. Hasta 13 metros de distancia en todo su contorno se sondan 13 metros de profundidad.

### Roca Hazeltine
Situada a 2½ nmi al 090° de la isla Doedalus en el sector NW de la bahía Gretton. Sobre ella se sonda 4,8 metros de agua.

### Isla Diana
Localizada inmediatamente al este de la península Low de la isla Grévy. Tiene 8 cables de largo en dirección NW-SE pero es muy angosta. Está rodeada de sargazos.

### Islotes Otter
Ubicados en el sector sur de la bahía Gretton a 1½ nmi al ENE de la península Low de la isla Grévy. Por su lado oeste se forma el surgidero Otter.

### Isla Bandurrias
Emplazada en el sector sur de la bahía Gretton, 6 cables al sur de los islotes Otter y a 2½ cables al este de la isla Diana. Su redoso es sucio hasta 2 a 3 cables de su costa.

### Isla Otaries
Ubicada 1½ cables inmediatamente al este de la costa NE de la isla Bayly y 5 cables al norte del cabo Iron, extremo NE de la isla Bayly.  Por su lado sur se forma el surgidero Romanche y hacia el WNW el surgidero Seagull.

### Islotes del Cabo
Son un pequeño grupo de islotes ubicados a corta distancia del extremo NW de la isla Wollaston. La costa de la isla Wollaston entre estos islotes y el cabo Ross despide fondos sucios y sargazos hasta ¾ nmi de tierra. Entre la costa de la isla Wollaston y los islotes del Cabo no hay paso navegable.

### Isla Middle
Emplazada inmediatamente al SE de la caleta Middle y a tan solo 2 cables de la costa oriental de la isla Wollaston.

### Isla Freycinet
Está emplazada a corta distancia al SE de la isla Wollaston de la que la separa el canal Bravo. Tiene 374 metros de alto.

### Isla Hermite
Ubicada en la parte occidental del grupo de las islas Hermite. En su lado oriental es alta y escabrosa, en donde se eleva el pico Kater de 516 metros de altura y va desciendo hacia el occidente hasta llegar al extremo oeste de la isla, el cabo West, que es bajo.
Tiene un largo de 12 nmi en dirección general E-W por 4,5 nmi de mayor ancho. El extremo norte lo constituye la punta Neck, el extremo SE, el cabo Seal y su extremo sur, el cabo Spencer. Próximas al extremo NW se encuentran las islitas Maxwell, Saddle y Jerdán.

### Isla Maxwell
Se encuentra al norte del extremo NE de la isla Hermite. Es de porte pequeño y coronada por una roca aislada de 161 metros de alto sobe el nivel del mar. Está separada de la isla Saddle por un canal angosto llamado Paso del Norte.

### Isla Saddle
Emplazada 6 cables al este de la isla Maxwell. Tiene dos cumbres redondeadas de 60 metros de altura.

### Isla Jerdán
Ubicada 2½ cables al sur de la isla Saddle. Mide 1½ nmi de largo por igual medida de ancho. Tiene una cumbre cónica de 356 metros de alto.

### Isla Herschel
Ubicada 1½ nmi al este de la isla Jerdán y a ¾ nmi al sur de la isla Wollaston. Mide 7½ nmi en dirección general NW-SE por 3 nmi de ancho. Es la isla central del grupo de las islas Hermite. Está separada de las islas Wollaston y Freycinet por el canal Franklin y de la isla Deceit por el Paso Al Mar del Sur.

### Isla Deceit
Situada 1 nmi al este de la isla Herschel de la cual está separada por el paso Al Mar del Sur . Mide 6 nmi de largo en dirección N-S por 2½ nmi de mayor ancho. Su extremo norte lo constituye el cabo Austin y el extremo sur el cabo Deceit.

### Islas Barnevelt
Son un pequeño grupo de islas ubicadas 8 nmi al este de la isla Deceit. La mayor del grupo, isla Barnevelt, mide 1 nmi de largo y 100 metros de alto. Desde su costa sur se desprenden hacia el SE y el SW varias rocas afloradas y sumergidas que alcanzan hasta 1 nmi de distancia de la costa. Es bastante pastosa.
En la costa NE de la isla mayor, se forma una pequeña caleta que tiene una playa de arena. Es apta para buques pequeños como fondeadero de emergencia.

### Isla Chanticleer
Localizada 1 nmi al SSW del extremo sur de la isla Jerdán y a la misma distancia al este de la isla Hermite. Es de poca altura y hacia el SE despide algunas rocas.

### Isla Hornos
Ubicada 7 nmi al ESE del cabo Seal, extremo SE de la isla Hermite, y a 2 nmi al SW del extremo sur de la isla Herschel. Es reconocida mundialmente por el famoso cabo de Hornos.
El terreno de la isla es en su mayor parte turba dura con algunos manchones graníticos. La vegetación está bastante desarrollada, encontrándose robles de hasta 50 centímetros de diámetro.

## Bahías, senos, ensenadas, esteros y radas

### Bahía Desolada
Ver también: Bahía Desolada
Esta gran bahía es la entrada occidental del canal Ballenero. Se forma entre la costa sur de la isla Grande de Tierra del Fuego y las islas Basket y Stewart. Su saco es de más de 12 millas. Su lado W lo une al canal Brecknock y su lado sur al océano Pacífico.
En el lado norte se encuentran las islas Gorda y Marchant y se forman los grandes senos Courtenay y Ladrones que se internan en la costa sur de la isla Grande de Tierra del Fuego. Por su lado oeste lo delimitan las islas Marsh y Basket, por el lado este las islas Burnt, Bruce y Stewart, el lado sur está abierto al océano.

### Bahía Stewart
Ver también: Bahía Stewart
Localizada en la costa SW de la isla Stewart, está protegida de la mar y vientos del W y SW por las islas Shelter y Celina. Es apropiada sólo para naves pequeñas. Tiene tres entradas de 1½ cables de ancho y una profundidad de 9 metros. Son de difícil navegación debido a los islotes y rocas que hay en ellas. Abunda la leña y el agua dulce.

### Bahía Latorre
Mapa de la bahía
Situada en el sector SE de la isla Stewart. Tiene 12 cables de ancho por 14 de saco. Hay fondeadero a 500 metros de la parte NW del saco. En ese lugar el fondo es de conchuela.
La costa sur está formada por un grupo de islas de regular altura y separadas de la isla Stewart por un canalizo de 2 cables de ancho.

### Bahía Fitz Roy
Mapa de la bahía
Se extiende hacia el sur de la isla Stewart entre las islas Gilbert y la isla Londonderry. Tiene 3½ nmi de ancho por 5½ nmi de largo. Dentro de ella se encuentran las islas Mendigos y la notable isla Hat.

### Bahía Fiasco
Mapa de la bahía
Localizada en la costa sur de la isla Stewart, directamente al norte de la isla Gilbert occidental. Está formada por un amplio brazo de mar de 1½ nmi de ancho por 2 nmi de saco. La costa norte y oeste está formada por altos cerros que la protegen de los vientos del 1° y 4° cuadrantes.

### Bahía Complicada
Mapa de la bahía
Ubicada sobre la costa sur de la isla Stewart, inmediatamente al oeste de la bahía Fiasco. Como su nombre lo indica, es complicado llegar a su interior formado por dos bahías. La bahía interior tiene un saco de 6 cables. Apto solo para naves medianas.

### Bahía Kelpa
Mapa de la bahía
Emplazada en la costa sur de la isla Stewart, al SW de la bahía Complicada. Está llena de sargazos pero a pesar de ello se puede fondear en su parte exterior en 30 metros de agua. La parte sur de la bahía está formada por la isla Román.

### Bahía Parker King
Mapa de la bahía
Se extiende al SW del paso Adventure, limitada por el norte por el extremo SW de la isla Stewart y al este por la isla Gilbert occidental. Recalando desde el oeste es fácilmente reconocible por los acantilados del cabo Castlereagh.

### Bahía Sin Nombre
Mapa de la bahía
Se encuentra en la costa sur de la isla Londonderry, inmediatamente al norte de las islas Alijulip y al oeste de bahía Margarita.

### Bahía Margarita
Ubicada en la costa sur de la isla Londonderry al este de la bahía Sin Nombre y cerrada por el sur por la isla Jorge. Mide 3 nmi de saco por 2 nmi de ancho. Al fondo existe una caleta en la cual cae una cascada.

### Seno Paredes
Localizado en la costa sur de la isla Londonderry e inmediatamente al este de la península Curti. Es una gran entrada de mar de 3 nmi de ancho por 2 nmi de saco, cerrada por el sur por la isla Phillips, dejando dos entradas a ella.

### Seno Escondido
Situado en la costa sur de la isla Londonderry inmediatamente al norte del seno Paredes. Corre en dirección E-W por 3 nmi.

### Bahía Sea
Mapa de la bahía
Se abre en la parte oriental de la costa sur de la isla Londonderry. Tiene un ancho de 14 cables y un largo de 3 nmi, orientada del SE al NW.
Abierta al SE y comunicada con el océano por un canalizo de 4 cables de ancho útil. A 2 nmi del extremo del canalizo se encuentra la isla Sea.

### Seno Triple
Es un amplio brazo de mar de 4 nmi de largo que se abre en la costa oriental de la isla Londonderry 4 nmi al NE del grupo Sandwich.
En su medianía se divide en tres ensenadas.

### Seno Luisa
Ubicado en la costa oriental de la isla Londonderry 7½ nmi al norte del seno Triple. Se interna profundamente en la isla, 10 nmi terminando por el NW en un estrecho istmo que lo separa del canal Ballenero.

### Bahía Cook
Se interna  en dirección NE entre la isla Londonderry por el oeste y las islas Hamond, Whittleburry y Hoste por el este. Este extenso brazo de mar tiene aproximadamente 12 nmi de largo y una boca de 8 nmi. Su entrada oceánica está entre el grupo Sandwich y el cabo Carfort de la isla Hamond.
Es limpia y profunda. En su lado NE desemboca el brazo Sudoeste del canal Beagle. En su lado NE desemboca el canal Barros Merino y por el lado NW el canal Thomson, ambos lo comunican con el seno Darwin.
Es el mejor lugar para recalar cuando se viene de alta mar y se desea tomar los canales Beagle o Ballenero.

### Seno Christmas
Ubicado entre la isla Whittleburry y la península Cloué de la isla Hoste y las islas Hamond, Waterman y Shag. Su parte norte está cubierta por innumerables islas, islotes y rocas. La parte sur es limpia.

### Estero Webb
Se forma en el lado SW de la isla Hoste, entre las penínsulas Cloué y Rous. Tiene tres brazos, el principal es de 18 nmi y termina en un istmo bajo que lo separa del estero Fouqué, situado en el Brazo del Sudoeste del canal Beagle. El segundo brazo se interna por 5 nmi y el tercero 3 nmi

### Bahía Trefusis
Mapa de la bahía
Localizada entre la costa sureste de la isla Caroline y la punta Negra, extremo sur de la península Rous de la isla Hoste. Tiene un saco de 2 nmi de diámetro. En la entrada sur se encuentran varias rocas afloradas y sumergidas. La bahía no ofrece ningún fondeadero.

### Bahía Wyatt
Mapa de la bahía
Ubicada en la costa SE de la isla Hind. Es pequeña y abierta al SE por lo tanto expuesta a los vientos del 2° 3° cuadrantes.

### Seno Rous
Abre entre la punta Negra de la península Rous de la isla Hoste y la isla Hind. Se interna en dirección norte en la costa de la península Rous como 7½ nmi. No ofrece ningún fondeadero.

### Bahía Clearbottom
Se forma en el extremo norte de la isla Morton del grupo de islas del mismo nombre. No se recomienda para el navegante por ser muy pequeña y de difícil aproximación, además de abierta a los vientos reinantes.

### Bahía Duff
Mapa de la bahía
Formada por la costa sur de la península Rous de la isla Hoste, por la costa este de la isla Hind y el lado occidental de las islas del grupo Morton. Su saco tiene 3 nmi de diámetro. El monte Leading sirva para reconocer su entrada.

### Seno Año Nuevo
Está ubicado entre la costa oriental de la península Rous de la isla Hoste y el lado occidental de la península Hardy de la misma isla. Es un gran brazo de mar cubierto de islas y rocas que se interna unas 20 nmi en la costa sur de la isla Hoste en dirección general NNW con un ancho medio de 8 nmi. Se divide en cinco brazos o canales. Estos canales son muy profundos, pero terminan en algunas caletas, donde una nave se puede acoderar.
Todos los canales y costas están rodeados de montañas de alturas máximas entre 800 y 1.000 metros. Algunas cumbres son de aspecto bien particular, como ser: La Aguja en el estero La Monneraye y la Diadema. Todas las cumbres están cubiertas de nieve, pero las vertientes o faldas que quedan protegidas del viento se cubren de selvas siempre verdes que alcanzan hasta los 400 metros de altura.
La cantidad de islas e islotes es menor en la zona situada al oriente de la isla Dumont D'Urville que divide el seno en dos partes prácticamente iguales.

### Bahía India
Mapa de la bahía
Se encuentra en la costa oeste de la entrada del seno Año Nuevo, reconocida por el monte Jane de 560 metros de altura y forma tronco cónica. Es abrigada contra todos los vientos, pero no es recomendable como fondeadero pues su fondo es de roca.

### Estero La Monneraye
Ubicado en el extremo norte y al fondo del seno Año Nuevo. Termina en un gran lago de agua dulce elevado unos 10 metros sobre el nivel del mar y separado de este por un istmo de 1.000 metros de ancho.

### Estero Lajarte
Se forma entre la costa NW del seno Año Nuevo y la costa norte de la isla Regnault. Tiene 6 nmi de largo en dirección general E-W y en su entrada se encuentra la bahía Clara.

### Bahía Clara
Mapa de la bahía
Es una hermosa bahía que se encuentra en la entrada oriente del estero Lagarte del seno Año Nuevo.

### Estero Doze
Situado en la costa sur de la isla Hoste, inmediatamente al sur del canal Hahn en la costa oriental del seno Año Nuevo Tiene 6 nmi de largo por 1 nmi de ancho. Termina abriéndose en dos pequeños brazos de 2½ nmi de largo que terminan en bonitas dársenas naturales, bien cerradas y con fondo de fango.
Ambos brazos están separados del seno Tekenika por istmos de 2 nmi de ancho por los cuales los indígenas yámanas arrastraban sus piraguas para pasar de un seno al otro.

### Bahía Luisa
Situada en la costa sur de la isla Hoste a 2 nmi del extremo NW de la isla Pothuáu en el extremo norte del canal Romanche. Tiene un saco de 2 nmi. En el fondo vacía un torrente que es el desagüe de un lago cercano. Las tierras que la rodean son altas y boscosas.

### Bahía Bourchier
Mapa de la bahía
Localizada entre la isla Thiery y el cabo Payen de la costa SW de la panínsula Hardy de la isla Hoste. Su boca oceánica tiene 6½ nmi de ancho y 6 nmi de saco. Está abierta a los vientos del 3° cuadrante y sembrada de islotes y rocas. No es apta para la navegación.

### Bahía del Sur
Emplazada en la costa SW de la península Hardy de la isla Hoste. Inmediatamente al sureste del cabo Payen. Tiene 4½ en su boca oceánica por 3 nmi de saco. Está sembrada de islotes y rocas. Abierta a los vientos del 3° cuadrante. No apta para la navegación.

### Bahía 14 de Julio
Mapa de la bahía
Ubicada en la costa oriental de la isla Button es un excelente fondeadero en 29 metros de agua, protegido de los vientos reinantes del 3° y 4° cuadrantes. Mide 500 metros de ancho por 500 metros de saco.

### Seno Ponsonby
Se interna en la costa noreste de la isla Hoste. Es un brazo de mar profundo y angosto de 26 nmi de largo que separa las penínsulas Dumas y Pasteur. Su entrada es amplia, 6 nmi de boca, y se abre entre la península Dumas y la isla Milne Edwards.
En su interior hay varias islas de tamaño regular la más grande es la isla Mascart de 2 nmi de largo por 1,5 nmi de ancho. Está rodeado de montañas nevadas cuyas faldas están cubiertas de bosques. De aguas profundas, navegable por todo tipo de nave.
Al fondo de su saco se ubica la bahía Helada, cuyo extremo norte está separado del canal Beagle por un istmo de solo 1.500 metros de ancho.

### Bahía Helada
Mapa de la bahía
Localizada en el fondo del saco del seno Ponsonby en la costa NE de la isla Hoste. Tiene 4,7 nmi de largo. Su extremo norte queda cerca de la caleta Awaiakirrh situada en el canal canal Beagle separadas por un istmo de 8 cables de ancho.

### Bahía Courcelle Seneuil
Se abre 2 nmi al sur de la isla Milne Edwards sobre la costa de la península Pasteur de la isla Hoste. Tiene 1 nmi de boca por 5 nmi de saco. Se abre entre la isla Green por el norte y el cabo Webley por el sur.

### Bahía Nassau
Es una extensa bahía formada por el norte por las islas Navarino y Lennox, por el este las islas Terhalten, Sesambre y Evout, por el sur el grupo de las islas Wollaston y por oeste las penínsulas Pasteur y Hardy de la isla Hoste. Mide de E-W 50 nmi con un ancho medio de 12 nmi. Mediante el canal Murray se comunica con el canal Beagle.
Por el lado NE se comunica con la bahía Oglander, por el este con mar de la Zona Austral y por el sur con el mar de Drake. Contiene varias islas y algunos fondeaderos. Se ha observado que en la bahía los compases magnéticos sufren perturbaciones notables.

### Bahía Tekenika
Ubicada entre las penínsulas Pasteur y Hardy de la costa este de la isla Hoste. Tiene un largo de 20 nmi. Está rodeada de montañas, las del norte están siempre cubiertas de nieve y forman ventisqueros que terminan a 300 o 200 metros de altura sobre el mar.
Donde finaliza la bahía se eleva una de las cumbres principales, La Corona, de 917 metros de altura. Antes de llegar al fondo de la bahía se abren dos senos en cuyos fondos existen istmos bajos y angostos que lo separan del estero Doze del seno Año Nuevo, sendas por las cuales los indígenas transitaban arrastrando sus embarcaciones.

### Bahía Allen Gardiner
Las coordenadas de su punto de referencia según la carta son: L:55°22′54,44″ S. G:68°15′44,37″ O.
Abre sobre la costa norte de la península Hardy de la isla Hoste, entre los islotes Pringle y la punta Yagán a 6 nmi al SSW del cabo Webley. Tiene un saco de 2 nmi de largo por un ancho medio de 6 cables. Su profundidad es de 10 a 20 metros, el fondo es fango. Es un buen tenedero, abrigado de los vientos reinantes.
Su costa está rodeada de montañas nevadas cuyas faldas están cubiertas de bosques de coigues y roble regional. En su ribera se presenta la tundra magallánica y los arbustales magallánicos.

### Bahía Packsaddle
Situada al oriente de la costa NE de la península Hardy de la isla Hoste a 7½ nmi al SSE del cabo Webley. Por el lado norte está la isla Packsaddle que por su forma de una silla de montar le da nombre a la isla y a la bahía. Por el lado sur está el grupo de isla Guffern.
Es de fácil acceso y puede encontrarse fondeadero en 14 a 23 metros de agua.

### Bahía Orange
Las coordenadas de su punto de referencia según la carta son: L:55°31′38″ S. G:68°6′0″ O.
Se forma en la costa este de la península Hardy de la isla Hoste 5 nmi al SSE de la bahía Packsaddle. Tiene 4¼ nmi de boca por 3,1 nmi de saco. Se abre entre las puntas San Bernardo y Hariot.
Al centro de la bahía están las islas Burnt y Goose que protegen el surgidero por el oriente. Al oeste de la isla Burnt está el excelente fondeadero con fondo de arena y fango duro donde se sondan profundidades de 18 a 29 metros. Está rodeada de colinas poco elevadas por lo que los williwaws y chubascos no son violentos.

### Bahía Schapenham
Abre en la costa oriental de la península Hardy de la isla Hoste inmediatamente al sur de bahía Orange. Su boca mide 1½ nmi de ancho. En el centro de su entrada hay una roca negra que siempre está aflorada. Hacia el fondo se ven grandes sargazales y una gran cascada. Sus orillas son bajas. No se recomienda como fondeadero.

### Bahía Rice
Ubicada en la costa SE de la península Hardy de la isla Hoste 1¾ nmi al sur de bahía Schapenham. Su fondeadero es pequeño pero seguro y recomendable pues queda protegido por las tierras que lo rodean.
Se puede obtener agua dulce y leña en abundancia. Al fondo hay una playa donde se pueden carenar naves pequeñas.

### Bahía Lort
Ubicada sobre la costa SE de la península Hardy de la isla Hoste a 4 nmi al NNE del Falso Cabo de Hornos. Su boca de 1½ nmi de ancho queda entre las puntas Lort y Cannelier. Tiene un saco de 1 nmi.
En su costa se forman cuatro escotaduras que constituyen pequeñas caletas. Frente a la caleta del Medio se puede encontrar fondeadero en 25 metros de profundidad y fondo de arena.

### Seno Grandi
Las coordenadas de su punto de referencia según la carta son: L:55°13′24,6″ S. G:68°6′51,4″ O.
Se abre en la costa sur, sector occidental, de la isla Navarino. La península Señoret avanza hacia la isla Bertrand formando este gran seno que tiene 6 nmi de largo por 1½ nmi de ancho medio. En su lado este existe una pequeña bahía circular de 1 nmi de diámetro.
Es limpio pero su acceso es difícil pues se puede efectuar por dos pasos estrechos que permiten el ingreso solo de naves pequeñas de no más de 60 metros de eslora.

### Bahía Windhond
Ubicada en la costa sur de la isla Navarino, sector oriental. Tiene 5 nmi de ancho en el sentido E-W por 6,5 nmi de saco en el sentido N-S. Es limpia. Fondo parejo, pero está completamente expuesta a los vientos reinantes del 3° cuadrante. No se recomienda como fondeadero.

### Bahía Oglander
Está formada por el norte por la costa sur de la isla Picton, por el este por la costa occidental de la isla Nueva, por el sur por la costa norte de la isla Lennox y por el oeste por la costa oriental de la isla Navarino. Mide 8 nmi de N-S por 13 nmi de E-W.
Los siguientes canales llegan a la bahía: por el sector NW el paso Picton, por el sector NE las aguas del canal Beagle, por el SE el paso Richmond y por el SW el paso Goree. Las costas de las islas Navarino y Lennox despiden algunas rocas y sargazales, visibles y fuera de los track de navegación.
Su navegación solo requiere cuidado en la salida hacia el canal Beagle entre el cabo María y la punta Jorge por los grandes sargazales que destacan.

### Rada Goree
Se forma sobre la costa oeste del paso Goree que es un excelente fondeadero. Al 148° de la punta Anchor se encuentra el islote Goree. En ella se puede obtener agua dulce y leña.

### Rada Richmond
Se encuentra  en la bahía Oglander entre las islas Raquel, Lennox, Ormeño y Luff por el oeste y las islas Nueva y Augustus por el este. En su parte norte, cerca de la isla Lennox, está el islote Raquel; al SW a 1 nmi de la isla Lennox se encuentra la isla Luff y por el lado SE, próxima a la isla Nueva, la isla Augustus. Es un excelente fondeadero en profundidades de 18 a 36 metros. Es abrigado de todos los vientos excepto de los del SE.

### Bahía Beaufort
Se forma entre el lado sur de la isla Grévy y el lado oeste de la isla Bayly. Tiene 2½ nmi de boca por 3 nmi de saco. Es de contornos sucios y abierta a los vientos dominantes del 3° cuadrante. En su extremo NE se encuentra la salida del canal Victoria, no navegable, que la une con la bahía Gretton.

### Seno Franklin
Está formado por las islas Bayly y Wollaston por el norte y la isla Hermite por el sur. Tiene 9 nmi de ancho en su boca por 8 nmi de saco dirigido al este.

### Bahía Gretton
Formada entre la punta Dillón de la isla Grévy y el cabo Ross extremo norte de la isla Wollaston. Su boca tiene 10 nmi de ancho y el saco es de 4⅓ nmi. Es extensa y de fácil acceso, pero abierta a los vientos del 1° cuadrante. En la costa de la isla Grévy se forman los fondeaderos rada Norte y surgidero Otter aptos sólo como fondeaderos eventuales, pero en la isla Bayly hay buenos fondeaderos en los surgideros Romanche y Seagull.

### Rada Norte
Localizada en la costa NE de la isla Grévy en el sector NW de la bahía Gretton. Los islotes Doedalus la protegen por el noroeste. Tiene profundidades de 20 a 31 metros. Es fácil acceso y es un excelente punto de espera para cruzar la bahía Nassau en cualquier dirección.

### Seno Alberto
Ubicado al SE de la bahía Gretton se interna profundamente en la costa oeste de la isla Wollaston. Tiene un saco de 6½ nmi en dirección SE y S. No está abierto a la navegación.

### Bahía Hately
Mapa de la bahía
Se forma 3 nmi al sur de la isla Middle sobre la costa este de la isla Wollaston. Sus aguas son muy profundas por lo que no sirve como fondeadero.

### Bahía Scourfield
Mapa de la bahía
Se forma en la costa de la parte suroriental de la isla Wollaston. No sirve como fondeadero por las grandes profundidades de sus aguas. En el extremo NW se encuentra la caleta Lientur.

### Bahía Isthmus
Se forma en la costa sur de la península SW de la isla Wollaston.

### Bahía San Francisco
Se forma entre la costa este de la isla Hermite, la costa sur de la isla Jerdán, la costa SW de la isla Herschel y la costa W y N de la isla Hornos.
En el sector NW de la bahía se encuentra la isla Chanticleer y la caleta San Martín, a media distancia entre Jerdán y Hornos se ubica la isla Hali.

## Canales, pasos y angosturas

### Paso Pratt
Ver también: Paso Pratt
Corre entre el costado sureste de la isla London y el lado oeste de la isla Sidney. Comunica el canal Brecknock con el océano Pacífico.

### Paso Adventure
Ver también: Paso Adventure
Tortuoso pero de aguas profundas. Contornea la isla Stewart por el sur separándola de las islas Gilbert y de la costa oeste de la isla Londonderry. Tiene una longitud de 17 millas y conecta las bahías Parker King y Fitz Roy.
La parte occidental del paso es más ancha que su parte oriental, alcanzando un promedio de 2 nmi. En la costa sur del paso se encuentra, sobre la isla Gilbert oriental, la caleta Doris.

### Paso Talbot
Se abre en dirección general WNW-ESE desde el seno Christmas hasta la bahía Trefusis, separando la península Rous de la isla Hoste, de las islas Goose, Thomas y Caroline pertenecientes al grupo de las islas Wood. No se aconseja su navegación por estar sembrado de islotes y de sargazos; Tiene un largo de 16 nmi y en su parte más angosta solo 3 cables de ancho.

### Canal Carfort
Corre entre la costa sur de la isla Hoste y la costa oeste de la isla Hervé Magnón en el lado oriental del seno Año Nuevo. Tiene un largo de 11 nmi y un ancho variable entre 1 nmi y 2 cables en su extremo norte en que termina en un istmo de unos 1.000 metros de ancho por el cual los yámanas arrastraban sus piraguas cuando querían pasar del seno Año Nuevo al seno Ponsomby. Al norte de la isla Hervé Magnón se junta con el canal Hahn.

### Canal Hahn
Se desplaza en el lado oriental del seno Año Nuevo entre la costa este de la isla Hervé Magnón y la costa occidental de la isla Hoste. Tiene un largo de 9 nmi por un ancho medio de 1½ nmi. Al norte de la isla Hervé Magnón se junta con el canal Carfort.

### Canal Romanche
Fluye entre la isla Thiery y la costa sur de la península Hardy de la isla Hoste por un lado y las islas Pothuáu y Loewy por el otro. Tiene un largo de 8 nmi. Es limpio y ofrece algunos fondeaderos.

### Canal Murray
Fluye entre las islas Hoste y Navarino, uniendo las aguas del canal Beagle con las de la bahía Nassau. Tiene un largo de 23 nmi y un ancho variable, en su parte norte un ancho medio de 7 cables que disminuyen hasta 2 cables en la Angostura y luego su ancho aumenta hasta 1,3 nmi en su salida sur.
Es limpio y se puede navegar hasta muy cerca de la costa porque hay suficiente profundidad. Su fondo es irregular con profundidades que van de 30 a 100 metros. Presenta dos picachos de piedra en los que se sonda sólo 9 metros y que están directamente sobre el track de navegación y que es imposible evitar resultando en una limitante respecto al tipo de naves que lo pueden navegar.

### Paso Micalvi
Queda entre la costa este de la isla Bertrand y la península Señoret de la costa sur de la isla Navarino. Comunica el seno Grandi con la bahía Nassau. Tiene 2,4 nmi de largo. Su curso está cubierto por varias islas e islotes que dificultan su navegación, haciéndola complicada y peligrosa.

### Paso Isaza
Fluye entre la costa occidental de la isla Bertrand y la costa sur de la isla Navarino comunicando el seno Grandi con la bahía Nassau. Tiene 2½ nmi de largo. Su navegación se ve obstaculizada por una angostura de solo 50 metros de ancho.

### Paso Goree
Fluye entre la costa SE de la isla Navarino y las costas NW y W de la isla Lennox. Comunica la parte norte de la bahía Nassau con la bahía Oglander.
Tiene un largo de 9 nmi en dirección general NE a SW y un menor ancho de 3¼ nmi. Ambas costas despiden rocas y sargazos hasta 1 nmi de distancia.

### Paso Richmond
Se forma entre las islas Lennox y Luff por el oeste y el lado occidental de la isla Nueva por el este. Tiene 7 nmi de largo por un ancho de 2½ nmi. En el lado occidental y próximo a la isla Lennox se encuentran varias islas que no interfieren su navegación. Comunica la bahía Oglander con el mar de la Zona Austral y la bahía Nassau.

### Paso Picton
Se abre entre la costa NE  de la isla Navarino y la costa occidental de la isla Picton. Une el canal Beagle con la bahía Oglander. Tiene un largo de xx nmi por un ancho medio de xx nmi. Existe un bajo fondo peligroso, casi en el centro del paso, situado a 2 nmi del cabo Rees de la isla Navarino.

### Canal Victoria
Separa la isla Grévy de la isla Bayly y une la bahía Gretton con la bahía Beaufort. Es muy tortuoso, mide 5 nmi de largo. Está sembrado de rocas por lo que no ofrece paso para ningún tipo de embarcación.

### Canal Washington
Separa las costas este y sureste de la isla Bayly del lado oeste de la isla Wollaston. Une la bahía Gretton con el seno Franklin. Tiene 8 nmi de largo, es angosto y de poca profundidad. En su curso se hallan entre otros los siguientes escollos: el banco Grande, señalizado por sargazos y que se encuentra en el extremo NE del canal y la roca Brown en sector centro. La corriente de marea, durante la creciente, tira hacia el norte.

### Canal Bravo
Separa la isla Wollaston de la isla Freycinet. Su dirección es NE-SW. En su entrada NE mide 1 nmi de ancho y se va angostando hasta alcanzar 3 cables en su salida SW.

### Canal Franklin
Separa el grupo de las islas Wollaston del grupo de las islas Hermite. Corre de este a oeste por 10 nmi. Es limpio y se recomienda navegarlo cargándose más al costado norte del medio canal.

### Paso al Mar del Sur
Corre entre las islas Herschel y Deceit. En su curso se encuentran varias rocas e islotes, es navegable acercándose a la costa de la isla Deceit.

## Puertos, caletas, fondeaderos y surgideros

### Puerto Townshend
Ver también: Puerto Townshend
Las coordenadas de su punto de referencia según la carta son: L:54°43′33″ S. G:71°54′45″ O.
Ubicado en el extremo SE de la isla London, donde comienza la boca norte del paso Pratt. Es fácil de identificar por el pico Horacio de 488 metros de alto que se alza 1½ millas al NW de él. Tiene ½ milla de saco.
los vientos del 3er. cuadrante provocan fuertes williwaws en el fondeadero por lo que es considerado como un mal puerto.

### Caleta Artillero
Mapa de la caleta
Localizada en la costa NW de la bahía Latorre. Tiene aproximadamente 5 cables de ancho por 7 de saco. Su costa norte y oeste son de gran altura y mucha pendiente, lo que sirve de abrigo de los vientos reinantes.
Las dos puntas de su boca despiden pequeñas restingas de sargazos. El fondo es parejo, variando entre 30 y 45 metros de profundidad. El fondo del saco tiene forma circular.

### Caleta Doris
Mapa de la caleta
Situada sobre la costa noreste de la isla Gilbert oriental. Es un fondeadero seguro para naves de porte reducido. Tiene 7 cables de saco en dirección SW y de 3 a 6 cables de ancho. Su entrada tiene 1¾ nmi. Las profundidades varían entre 12 y 15 metros.

### Puerto Piloto Sibbald
Ubicado en la costa sur de la isla Stewart, en el extremo NE de la bahía Fiasco. Tiene un saco de 3 cables de diámetro en el que se puede fondear en 30 metros de profundidad en fondo de arena y piedras. Se puede hacer agua desde una cascada próxima.

### Puerto Chico
Localizado en la costa sur de la isla Londonderry en el sector oeste de la gran península que va a seno Escondido. Es pequeño pero limpio.

### Puerto March
Emplazado en el lado este de la isla Waterman. Tiene ½ nmi de ancho en su boca y un saco que se interna hacia oeste por 1 nmi. Tiene una especie de dársena bastante estrecha. En el medio del puerto hay un islote que reduce su espacio útil. El mejor fondeadero esta al NW del islote mencionado entre 16 y 25 metros.

### Puerto Clerke
Localizado en la costa de la isla Waterman, a 1 nmi al norte de puerto March. Está rodeado de montañas de granito por la que bajan violentas ráfagas y chubascos. En el fondo del saco hay una cascada. Debido a la presencia de varios bajos este puerto no es recomendable.

### Caleta Adventure
Mapa de la caleta
Localizado en la costa de la isla Shag en el sector oriental del seno Christmas. Ofrece fondeadero en profundidades de 25 a 27 metros fondo de arena. De fácil acceso pero de porte reducido.

### Caleta Angot
Es una pequeña escotadura en la costa de la isla Caroline, una de las integrantes del grupo de las isla Wood en la entrada sureste del paso Talbot. Su fondo es disparejo y rocoso por lo que constituye un mal tenedero.

### Caleta Desengaño
Mapa de la caleta
Ubicada en la costa SE de la península Rous de la isla Hoste sobre la costa occidental de la entrada al seno Año Nuevo. Es de porte reducido.

### Caleta Coralie
Mapa de la caleta
Situada en la costa norte de la isla Pothuáu. Tiene un saco de 3 cables y en el centro profundidades de 21 a 25 metros. Es abrigada pero estrecha, apta solo para naves pequeñas. La bañan las aguas del canal Romanche.

### Caleta Elena
Mapa de la caleta
Situada en la costa sur de la isla Hoste, inmediatamente al norte de la bahía Luisa. Es un estero rocoso y profundo cuya entrada se reconoce por el monte La Diadema de 753 metros de alto. No es apta como fondeadero por su considerable profundidad. Mide 2 nmi de saco.

### Puerto Corriente
Se forma en la costa este de la península Dumas de laisla Hoste, donde el canal Murray toma el nombre de Angostura Murray. Tiene 4 cables de boca por otros 4 cables de saco. Es muy profundo y limpio. El fondeadero recomendado está en el centro del puerto en 50 metros de agua. Debido a su profundidad no es recomendado salvo en emergencias.

### Caleta Molinare
Mapa de la caleta
Ubicada en la costa este de la península Dumas de la isla Hoste inmediatamente al sur de la Angostura del canal Murray. Es limpia y se puede fondear en 27 metros de agua en fondo de fango.

### Puerto Inútil
Se forma en la costa occidental de la isla Navarino, al NE de la isla Button. Aunque es amplia, 1,3 nmi de largo por un ancho de 9 cables, es de difícil acceso por un canalizo largo y estrecho de no más de medio cable de ancho. Rodeada de altos cerros. En el centro de la bahía se sondan 90 metros en forma pareja y hasta muy cerca de la costa.

### Caleta de la Aguada
Mapa de la caleta
Localizada en la costa occidental de la isla Navarino al norte de la caleta Wulaia. Es pequeña pero en ella las naves, acoderándose a tierra, pueden hacer agua dulce de una cascada a razón de 7 a 10 toneladas por hora.

### Caleta Wulaia
Las coordenadas de su punto de referencia según la carta son: L:55°2′50,5″ S. G:68°9′5,6″ O.
Emplazada en la costa occidental de la isla Navarino directamente al este del extremo sur de la isla Button. Es el mejor fondeadero de la parte chilena del canal Beagle. Protegido de los vientos de todos los cuadrantes. Por sus buenas condiciones marítimas, desde antiguo la población yámana se concentró en la caleta. Posteriormente los misioneros ingleses también se establecieron en este lugar.
Formada por un canalizo de 2 cables de ancho por 5 cables de largo en dirección ESE que fluye entre la costa de la isla Navarino y el islote Conejos y la isla Coihue. Su entrada se reconoce por el islote Águila y la isla Coihue, dos cerros altos y cónicos que lo cierran por el SW.

### Caleta Douglas
Mapa de la caleta
Situada en la costa occidental de la isla Navarino, 3 nmi al norte de su extremo suroeste. Es una pequeña inflexión en la desembocadura del río Douglas abierta a los vientos del 3° 4° cuadrantes por lo que es utilizada solo para abastecer a la estancia ubicada en el lugar. Hay buen fondeadero en 20 metros de agua con fondo de arena.

### Puerto Grandi
Situado en la costa norte de la isla Bertrand bañado por las aguas del seno Grandi. Protegido de los vientos reinantes, su tenedero es bueno.
El fondeadero queda frente a las casas de la estancia que existe en la isla; en 15 metros de agua y fondo de arena y fango.

### Fondeadero Orestes
Ubicado en el sector oeste de la bahía Windhond. En la costa sur de la isla Navarino. Sirve como fondeadero de emergencia en 14 metros de agua. Queda protegido por la punta Courrejolles.

### Caleta Bevan
Mapa de la caleta
Localizado sobre la costa este de la bahía Windhond. En la costa sur de la isla Navarino. Es el fondeadero para aprovisionar una estancia que hay en el lugar. El fondeadero se encuentra al medio de la caleta en 20 metros de agua. No ofrece protección contra los vientos reinantes.

### Caleta del Oro
Mapa de la caleta
Formada inmediatamente al este del cabo Carolina de la isla Lennox. Es amplia y buen fondeadero en 16 metros de agua y fondo de fango. Es apta para naves de cualquier porte. Su costa es alta y acantilada, excepto la parte norte donde hay una playa de arena y piedras.

### Caleta Curo
Mapa de la caleta
Formada en la base de la península Carmen de la isla Lennox ½ nmi al este de caleta del Oro. Es pequeña, tiene 500 metros de saco por 400 de ancho. El fondeadero queda al centro de la caleta en 12 metros de agua. Es un mal fondeadero que se emplea solamente para abastecer a los pobladores de la isla.

### Caleta Cutter
Mapa de la caleta
Las coordenadas de su punto de referencia según la carta son: L:55°20′19″ S. G:66°51′51″ O.
Emplazada en el extremo SE de la isla Lennox, entre las islas Iñaque por el norte, la isla Lennox por el oeste y sur y los islotes Mafuil por el sureste. Es el mejor fondeadero para acceder a la isla. Está protegido de los vientos reinantes del 3° y 4° cuadrantes.

### Caleta Lennox
Mapa de la caleta
Las coordenadas de su punto de referencia según la carta son: L:55°17′21″ S. G:66°49′49″ O.
Formada en la costa este de la isla Lennox, cerrada por el este por la isla Ormeño y por el sur por una lengua de arena. El fondeadero es muy reducido por los bajos que rodean la costa y que se extienden hacia afuera de ella. Debido a su poco fondo es apropiada solo para naves pequeñas. Las naves grandes deben fondear 500 metros al norte de la isla Ormeño en 12 a 15 metros de agua.

### Caleta Piedras
Mapa de la caleta
Ubicada en la costa oeste de la isla Picton a 1½ nmi de la punta Occidental. Es pequeña y cerrada en su boca por varios islotes sin vegetación y bajos fondos, que permiten el acceso solo por el sur del islote más grande; el canalizo tiene un ancho de 50 metros con una sonda mínima de 9 metros y está sembrado de sargazos.
El fondeadero está al norte de la caleta con un área de borneo de 80 metros. Por sus características, es apropiado solo para naves pequeñas menores de 30 metros de eslora. Los buques mayores deben fondear fuera de la caleta. No tiene protección contra los vientos reinantes, su fondo es de piedra.
En ella se encuentran las instalaciones de la estancia que ocupa los terrenos de la isla para la crianza de ganado lanar.

### Puerto Toro
Situado en la costa este de la isla Navarino 1 nmi al NW del cabo Rees. Mide 900 metros de boca por igual cifra de saco. Es abrigado a los vientos dominantes; su tenedero es de buena calidad. Puede fondearse en el centro del puerto en profundidades de 25 a 32 metros lecho de arena y conchuelas.

### Caleta Las Casas
Plano de la caleta
Las coordenadas de su punto de referencia según la carta son: L:55°16′20″ S. G:66°38′56″ O.
Localizada sobre la costa oeste de la isla Nueva. Es pequeña y en ella se encuentra el administrador de la estancia que explota el ganado lanar. Con vientos de fuerza superior a 5 de la escala Beaufort es imposible arriar embarcaciones en el fondeadero. Se puede obtener carne fresca.

### Surgidero Otter
Se forma en la parte SW de la bahía Gretton entre la isla Diana y los islotes Otter. Es medianamente abrigado y de fácil acceso. Se puede fondear en 25 metros de profundidad en lecho de fango y conchuela. Entra marejada con los vientos del 1° cuadrante.

### Surgidero Romanche
Ubicado entre la costa este de la isla Bayly y el lado sur de la isla Otaries. Tiene una extensión de ⅓ nmi y profundidades entre 14 y 29 metros y lecho de arena, conchuela y fango. Su acceso es por el canal Washington. Es inseguro por las fuertes rachas que bajan desde los altos cerros que la circundan.

### Surgidero Seagull
Se forma entre la península Low de la isla Grévy, la costa norte de la isla Bayly y las islas Diana y Otaries. Su acceso es complicado por una roca ahogada y otros bajos que hay en su contorno, además se debe acceder pasando por el surgidero Romanche, ya que el canal Victoria es no navegable. Apropiado solo para naves de porte reducido.

### Caleta Middle
Mapa de la caleta
Ubicada 2 nmi al SE del cabo Ross en la costa oriental de la isla Wollaston. La caleta está cubierta por un gran sargazal. Su fondo es de piedrecilla, conchuelas, arena y roca en algunos puntos. Es pequeña pero segura y abrigada contra los vientos del oeste.

### Surgidero Hyde
Se forma en la costa sur de la isla Wollaston, al ESE de la bahía Isthmus.

### Surgidero Kendall
Formado en la costa sur de la isla Wollaston, al este del surgidero Hyde.

### Puerto Maxwell
Está ubicado entre la costa NE de la isla Hermite y la isla Jerdán. Mide 1 nmi de saco. Para acceder a él sólo existe un canal navegable, el Paso Norte que se forma entre las islas Maxwell y Saddle. El paso Oriental está obstruido por rocas y bajos fondos.
Dentro del puerto se puede fondear en cualquier parte entre 28 y30 metros de agua con lecho de arena y conchuela. El mejor fondeadero está en el centro del puerto. En la costa de la isla Hermite se puede hacer agua y leña en abundancia.

### Caleta Martial
Mapa de la caleta
Se abre en la costa NE de la isla Herschel a 1½ nmi al SW de la isla Freycinet. Tiene 3½ cables de saco y 2¾ cables de ancho en la boca. Sus costas norte y sur están orilladas por abundantes sargazos. En el fondo hay una playa de arena y un arroyo donde se puede hacer aguada fácilmente.
Es abrigada a todos los vientos excepto a los del este. Ofrece un buen fondeadero al centro de la caleta en 10 metros de agua sobre lecho de arena y fango.

### Caleta San Martín
Mapa de la caleta
Situada en la costa del lado oriente de la isla Hermite, casi en su medianía. Es muy hermosa, está rodeada de altas cumbres: hacia el interior de la costa norte se alza el monte Fóster de 446 metros de alto y hacia el interior de la costa sur está el pico Káter de 516 metros, la cumbre más alta de la isla.
Sus costas son acantiladas, las naves pueden atracar al murallón que se forma en su ribera sur. Hacia el fondo hay una playa de guijarros en la que se puede desembarcar en botes.
Se puede encontrar fondeadero en el centro de la caleta en 32 metros de agua en lecho de arena. Es abrigada contra los vientos reinantes del oeste, pero los williwaws que descienden de las montañas son muy violentos, la buena calidad del tenedero suple ampliamente esta dificultad. Hay Leña y agua en abundancia.

## Cordilleras y montes

### Monte Tortuga
Situado en la parte SW de la isla Navarino, 2½ nmi al sur de la caleta Douglas. Tiene 825 metros de altura.

## Penínsulas, puntas y cabos

### Cabo Schomberg
Mapa del cabo
Es el extremo occidental de la isla London. Al 293° y 3 nmi queda el grupo de rocas llamadas Furias del Este y al 299° y a 9½ nmi las Furias del Weste, situadas en la entrada occidental del canal Cockburn.

### Punta English
Está ubicada al SSE del cabo Schomberg de la isla London, como a 3¾ nmi y sobre la isla más occidental. Al oriente de esta punta, hacia el interior de la isla London, se eleva el pico Horacio de 488 metros de alto.

### Cabo Desolación
Mapa del cabo
Es el extremo SE de la isla Basket. Consiste en un promontorio escarpado y muy notable, con varios picos agudos en su cima. Constituye el término de la bahía Desolada.

### Cabo Castlereagh
Mapa del cabo
Es la extremidad sudoeste de la isla Stewart. Consiste en un promontorio alto y notable.

### Península Curti
Se proyecta al centro de la costa sur de la isla Londonderry separando la bahía Margarita del seno Paredes. Su costa sur es alta y acantilada. Su extremidad SE se llama punta Pipa.

### Cabo Kekhlao
Es el extremo occidental de la isla Hoste y marca el término del Brazo del Sudoeste. Es de color muy obscuro y termina coronado por dos pequeñas cumbres.

### Punta Negra
Es el extremo sur de la península Rous de la isla Hoste. Está formada por un promontorio elevado y oscuro.

### Cabo Brisbane
Mapa del cabo
Constituye el extremo sur de la isla Henderson. 3 nmi al 177° se encuentra el arrecife Peligroso de 1 nmi de extensión en el que la mar rompe cuando hay oleaje.

### Península Hardy
Es el extremo oriental de la isla Hoste. Mide 16½ nmi de largo por 7 nmi de ancho medio en dirección general NNW-SSE. La costa sur, en su parte oeste, está dominada por la cadena montañosa del cerro Diadema y en la oriental por los cordones de los montes Rojo y Las Garitas. Es muy sinuosa y orillada por infinidad de islas y rocas, algunas escarpadas y sin vegetación.
El fondo de la costa vecina es de roca y su nivel cambia rápidamente. La azotan violentos temporales. Su extremo sur lo constituye el Falso Cabo de Hornos.

### Cabo Payen
Mapa del cabo
Situado en la costa sW de la península Hardy de la isla Hoste. Limita la bahía Bourchier por el SE.

### Falso Cabo de Hornos
Las coordenadas de su punto de referencia según el Derrotero son: L:55°43′0″ S. G:68°5′0″ O.
Es el extremo sur de la península Hardy de la isla Hoste. Tiene cierto parecido con el verdadero cabo de Hornos del grupo de las islas Hermite, situado a 32 nmi al SE.
Remata al sur en un islote puntiagudo, parecido al cuerno de un rinoceronte; en su pie hay algunas rocas en las cuales la mar rompe con violencia.

### Cabo Webley
Mapa del cabo
Las coordenadas de su punto de referencia según el Derrotero son: L:55°17′0″ S. G:68°11′0″ O.
Es el extremo oriental de la península Pasteur de la isla Hoste. Su enfilación con el extremo SW de la isla Navarino indica el extremo sur del canal Murray. Al sur se abre la bahía Nassau.

### Punta Lort
Es una punta de la costa SE de la península Hardy de la isla Hoste ubicada 1½ nmi al sur de bahía Rice.

### Punta Cannelier
Cierra la bahía Lort por el sur en la costa sureste de la península Hardy de la isla Hoste. Tiene 134 metros de alto.

### Punta Courrejolles
Situada en la costa sur de la isla Navarino, 7¼ nmi al este de la isla Scott. Constituye la punta occidental de la bahía Windhond. El lado sur desprende sargazos hasta 1 nmi de distancia.

### Punta Harvey
Limita la bahía Windhond por el sureste. Pertenece a la costa sur de la isla Navarino. Se encuentra a 6 nmi de la punta Courrejolles. Por su lado occidental despide un islote a ¾ nmi.

### Punta Guanaco
Las coordenadas de su punto de referencia según el Derrotero son: L:55°18′12″ S. G:67°13′0″ O.
Es el extremo SE de la isla Navarino. Está a 7 nmi de la punta Harvey. Desprende un extenso sargazal de un ancho de 2 nmi.

### Punta Mary
Es el extremo SW de la isla Lennox.

### Cabo Carolina
Mapa del cabo
Es la extremidad SE de la isla Lennox.

### Punta Ganado
Las coordenadas de su punto de referencia según el Derrotero son: L:54°59′0″ S. G:67°3′0″ O.
Es la extremidad NW de la isla Picton.

### Punta Occidental
Es el extremo oeste de la isla Picton.

### Cabo Rees
Mapa del cabo
Situado en la costa oriental de la isla Navarino y a ¾ nmi al SE de puerto Toro. Es un pequeño promontorio de 20 metros de alto que penetra 200 metros hacia el mar. ½ nmi al norte de él hay dos pequeños islotes rodeados de sargazos llamados Los Gansos.

### Cabo María
Las coordenadas de su punto de referencia según el Derrotero son: L:55°6′0″ S. G:66°49′0″ O.
Es la extremidad SE de la isla Picton. Característico por sus altos barrancos de tierra que lo forman. Destaca un enorme sargazal, de una extensión de 5 nmi, hacia la punta Jorge de la isla Nueva.

### Punta Jorge
Las coordenadas de su punto de referencia según el Derrotero son: L:55°12′0″ S. G:66°40′0″ O.
Es la extremidad noroeste de la isla Nueva. Formada por barrancos altos de tierra. Despide hacia el NW un gran sargazal. Al 196° y a 3 nmi de distancia hay un bajo de 8¾ metros rodeado de sargazos.

### Punta Fifty
Constituye el extremo SW de la isla Nueva. Hacia el oeste destaca un arrecife de regular extensión. Tiene una caverna grande muy frecuentada por los lobos marinos.

### Cabo Graham
Mapa del cabo
Se encuentra 4 nmi al oriente de la punta Fifty de la isla Nueva.

### Punta Oriental
Es la extremidad este de la isla Nueva. Desprende a corta distancia algunas rocas sumergidas y fondos sucios.

### Punta Dillón
Las coordenadas de su punto de referencia según el Derrotero son: L:55°30′0″ S. G:67°39′0″ O.
Es el extremo norte de la isla Grévy.

### Península Low
Es el extremo SE de la isla Grévy. Es de porte reducido. Despide rocas sumergidas y sargazos en todo su redoso hasta 4 cables de distancia.

### Cabo Ross
Mapa del cabo
Las coordenadas de su punto de referencia según el Derrotero son: L:55°34′0″ S. G:67°21′0″ O.
Es el extremo norte de la isla Wollaston. La costa hacia el occidente, hasta la altura de los islotes del Cabo, es sucia hasta ¾ nmi de la costa.

### Cabo de Hornos
Es el extremo sur de la isla Hornos. Está formado por un promontorio de 406 metros de alto. La Armada de Chile mantiene encendido un faro en el lugar.